# 特拉維夫哈沙隆站
特拉維夫哈沙隆站是以色列最繁忙的火車站之一，可在這裡搭乘以色列鐵路的大多數線路。這座城鎮位於特拉維夫，開業於1996年，由波蘭公司Mostostal Warszawa興建。2020年4月5日，哈夏隆車站完成電氣化。

## 外部連結
- On the Platform - information website （页面存档备份，存于）